# Siebe Schrijvers
Siebe Schrijvers (* 18. Juli 1996 in Lommel) ist ein belgischer Fußballspieler. Er spielt als Stürmer für den belgischen Club Oud-Heverlee Löwen.

## Karriere

### Verein
Schrijvers begann mit dem Fußballspielen bei Racing Peer, bevor er in die Jugendabteilung des Erstligisten KRC Genk wechselte. Im Juli 2012 schaffte er als 16-Jähriger den Sprung in den Kader der ersten Mannschaft. Am 26. September 2012 kam Schrijvers im Alter von 16 Jahren, zwei Monaten und acht Tagen zu seinem ersten Profieinsatz, als er im Auswärtsspiel im Sechzehntelfinale gegen Royale Union Saint-Gilloise (6:0) in der Halbzeitpause für Jelle Vossen eingewechselt wurde. Dabei konnte er auch seine erste Torvorlage verbuchen, da er den 6:0-Siegtreffer von Bennard Yao Kumordzi durch einen Pass einleitete. Am 6. Dezember 2012 debütierte Schrijvers auch in der Europa League. Im letzten Gruppenspiel der Gruppe G kam er beim schon für die nächste Runde qualifizierten KRC Genk im Heimspiel gegen den FC Basel (0:0) zum Einsatz, als er in der 88. Minute für Anthony Limbombe eingewechselt wurde. Von Januar 2016 bis Januar 2017 wurde er an Waasland-Beveren ausgeliehen. Im Juli 2018 wechselte er dann für eine Ablösesumme von 3 Millionen Euro zum FC Brügge.
In seinem ersten Spiel für den FC Brügge am 22. Juli 2018 gewann er gegen Standard Lüttich den Belgischen Superpokal. In der Saison 2019/20 wurde er belgischer Meister. Insgesamt bestritt Schrijvers 64 Liga-, 7 Pokal- und 14 Europapokal-Spiele für Brügge. Mitte Januar 2021 wechselte er zum Ligakonkurrenten Oud-Heverlee Löwen und unterschrieb dort einen Vertrag bis zum Ende der Saison 2023/24. In seiner ersten Saison bestritt er 12 von 14 möglichen Ligaspielen für Mechelen, wobei er zwei Tore schoss. In der nächsten Saison waren es 32 von 34 möglichen Ligaspielen, in denen er vier Tore schoss, sowie drei Pokalspiele mit einem Tor.
In der Saison 2022/23 stand er bei 16 von 34 möglichen Ligaspielen auf dem Platz, in denen zwei Tore schoss, sowie bei einem Pokalspiel. Von Saisonbeginn bis zum Wiederbeginn des Spielbetriebes nach der Pause infolge der Weltmeisterschaft 2022 fiel er wegen eines Achillessehnenoperation aus. 

### Nationalmannschaft
Seit 2010 spielt Schrijvers für die Auswahlmannschaften des belgischen Fußballverbandes. Mit der U17 nahm er im Mai 2012 an der U17-Europameisterschaft in Slowenien teil. Jedoch schied er mit der Nationalmannschaft schon in der Vorrunde aus.
In der U21 debütierte er 2016 und war über zwei Jahre lang Kapitän der Auswahl. In 23 Spielen schoss er vier Tore.

## Erfolge
- Belgischer Meister: 2019/20 (FC Brügge)
- Belgischer Pokalsieger: 2013 (KRC Genk)
- Belgischer Superpokalsieger: 2018 (FC Brügge)